# Armed Forces Communications and Electronics Association
Die Armed Forces Communications and Electronics Association (AFCEA) ist eine 1946 gegründete US-amerikanische Vereinigung an der Schnittstelle von Militär, Regierung, Industrie und Wissenschaft. Sie sieht sich als Forum für die Förderung von Fachwissen und Vernetzung in den Bereichen Kommunikation, Informationstechnologie und Sicherheit. Der AFCEA gehören nach eigenen Angaben etwa 35.000 Mitglieder an.

## Geschichte
Nach dem amerikanischen Bürgerkrieg ging die United States Veterans Signal Association aus dem ursprünglichen United States Army Signal Corps hervor, das unter Albert J. Myer von der US-Armee gegründet wurde. Diese Organisation wurde durch Veteranen aus dem Spanisch-Amerikanischen Krieg und dem Ersten Weltkrieg erweitert. Eine weitere Weltkrieg-Gruppe, die American Signal Corps Association, wurde 1918 mit der US Veterans Signal Association verschmolzen und war bis 1944 im Zweiten Weltkrieg aktiv.
Im Mai 1946 traten Generalmajor Harry C. Ingles, Brigadegeneral David Sarnoff, und eine Reihe von Industrieführern zusammen, um die Army Signal Association zu gründen und die restlichen Kapitel seiner Vorgänger zu absorbieren. Im Jahr 1947 wurde der Name in Armed Forces Communications Association geändert, der 1954 schließlich in die heutige Form Armed Forces Communications and Electronics Association überging. Ab 1979 wurde AFCEA mit der Gründung von Kapiteln in Europa, Asien und Kanada auch international aktiv. In Deutschland sind dies an vier US-amerikanische Militärbasen hoheitlich gekoppelte Vereine nach US-Recht (Eifel, Kaiserslautern, Mannheim und Stuttgart) und zwei weitere Vereine nach deutschem Satzungsrecht mit Sitz in München und Bonn.